# تيد غلوفر
تيد غلوفر (19 يوليو 1911 - 23 مارس 1967) (بالإنجليزية: Ted Glover)‏ هو لاعب كريكت بريطاني (وحمل سابقاً جنسية المملكة المتحدة لبريطانيا العظمى وأيرلندا).

## وصلات خارجية
- تيد غلوفر على موقع إي آس بي آن كريك إنفو (الإنجليزية)